# Distretto di Ljubar
Il distretto di Ljubar (in ucraino Любарський район?, Ljubars'kyj rajon) era un distretto dell'Ucraina, situato nell'oblast' di Žytomyr. Il suo capoluogo era Ljubar. È stato soppresso in seguito alla riforma amministrativa del 2020.